# Mięsień żwacz człowieka
Mięsień żwacz (łac. musculus masseter) – w anatomii człowieka parzysty, czworokątny, gruby i krótki mięsień żucia, znajdujący się na bocznej powierzchni gałęzi żuchwy. Składa się z dwóch warstw – powierzchownej (pars superficialis, z włóknami biegnącymi ukośnie) i głębokiej (pars profunda, z włóknami biegnącymi pionowo). Przyczep początkowy warstwy powierzchownej to dolny brzeg kości jarzmowej, zaś warstwy głębokiej to głównie łuk jarzmowy, jednak część włókien przechodzi pod łukiem do dołu skroniowego oraz torebki stawowej i krążka stawowego stawu skroniowo-żuchwowego. Przyczep końcowy obu warstw to powierzchnia zewnętrzna kąta żuchwy, tzw. guzowatość żwaczowa; niektóre włókna biegną dookoła kąta żuchwy i łączą się z włóknami mięśnia skrzydłowego przyśrodkowego.

## Czynność
Skurcze żwacza unoszą żuchwę (przy otwartych ustach) i przyciskają do siebie zęby szczęki i żuchwy, umożliwiając tym samym gryzienie i przeżuwanie pokarmu. Część włókien współdziała ponadto przy wysuwaniu żuchwy (warstwa powierzchowna – włókna biegnące skośnie).

## Unerwienie
Unerwienie stanowi nerw żwaczowy – gałązka nerwu żuchwowego (V3, trzeciej gałęzi nerwu trójdzielnego).

## Badanie
Mięsień można z łatwością wyczuć na sobie, układając palce na kątach żuchwy, a następnie zaciskając zęby. Część powierzchowną z łatwością bada się palpacyjnie zewnątrzustnie, natomiast część głęboką trzeba równocześnie wewnątrzustnie i zewnątrzustnie w ten sposób, że palcem wskazującym jednej ręki bada się wewnątrzustnie a palcem wskazującym drugiej – zewnątrzustnie lub używa się do tego analogicznie palca wskazującego i kciuka jednej ręki.